# Girmont-Val-d'Ajol
 Girmont-Val-d'Ajol  es una población y comuna francesa, en la región de Lorena, departamento de Vosgos, en el distrito de Épinal y cantón de Plombières-les-Bains.

## Demografía
| 368 | 335 | 295 | 268 | 242 | 273 |
| Para los censos de 1962 a 1999 la población legal corresponde a la población sin duplicidades (Fuente: INSEE [Consultar]) |     |     |     |     |     |